# Przemysław Koperski
Przemysław Adam Koperski (ur. 22 listopada 1974 w Opolu) – polski polityk, prawnik i samorządowiec, zastępca prezydenta Częstochowy (2010–2014), poseł na Sejm IX kadencji (2019–2023), podsekretarz stanu w Ministerstwie Infrastruktury (od 2024).

## Życiorys
Ukończył w 1999 prawo na Uniwersytecie Śląskim w Katowicach, a później studia podyplomowe z zakresu wyceny i gospodarki nieruchomościami na UŚ (2001), z zarządzania projektami europejskimi w Szkole Głównej Handlowej w Warszawie (2004) oraz z kontroli finansowej w jednostkach sektora finansów publicznych na Akademii Ekonomicznej w Katowicach (2006).
Działacz Sojuszu Lewicy Demokratycznej. Był radnym powiatu bielskiego I i II kadencji (1998–2006). W 2006 nie uzyskał reelekcji. Od 2003 do 2009 był dyrektorem Wojewódzkiego Urzędu Pracy w Katowicach, później pracował na dyrektorskim stanowisku w austriackiej firmie doradczej. W wyborach w 2007 bez powodzenia kandydował do Sejmu. W 2010 ubiegał się o wybór do sejmiku śląskiego. W tym samym roku został powołany na zastępcę prezydenta Częstochowy. Zrezygnował w 2014 w związku z objęciem w ostatnim roku IV kadencji mandatu radnego województwa (zastąpił Andrzeja Marszałka, który złożył mandat po niekorzystnym wyniku postępowania lustracyjnego). W tym samym roku ubiegał się o prezydenturę miasta Bielsko-Biała, nie uzyskiwał też mandatu radnego sejmiku w 2014 i 2018 ani mandatu poselskiego w wyborach w 2015.
W wyborach parlamentarnych w 2019 startował w okręgu bielskim z pierwszego miejsca listy SLD. Został wybrany do Sejmu IX kadencji, głosowało wówczas na niego 22 055 osób. W Sejmie został członkiem Komisji do Spraw Kontroli Państwowej, Komisji Polityki Społecznej i Rodziny oraz Komisji Ochrony Środowiska, Zasobów Naturalnych i Leśnictwa. W wyborach w 2023 nie uzyskał poselskiej reelekcji.
W styczniu 2024 powołany na funkcję podsekretarza stanu w Ministerstwie Infrastruktury. W tym samym roku ponownie bez powodzenia kandydował do sejmiku.

## Życie prywatne
Zawarł związek małżeński. Ma troje dzieci: syna oraz córki bliźniaczki.